# La sonnambula
sì presto estinto, o fiore

passasti al par d'amore

che un giorno sol durò»
(Amina, Atto II)
La sonnambula è un melodramma in due atti messa in musica da Vincenzo Bellini su libretto di Felice Romani. È considerata con I puritani e Norma uno dei tre capolavori del compositore catanese.

## Genesi dell'opera
Bellini compose La sonnambula in soli due mesi, mentre si trovava sul lago di Como a Moltrasio, nella villa dei Conti Lucini Passalacqua, vicino all'abitazione di Giuditta Turina, una giovane signora con cui intratteneva una relazione sentimentale.
L'opera debuttò al Teatro Carcano di Milano il 6 marzo del 1831: quella sera - dedicata al musicista Francesco Pollini, amico di Bellini - le fu abbinato il balletto Il furore di Amore. Sin dalla prima rappresentazione ebbe grande successo.
Il libretto fu tratto da La Somnambule ou L'arrivée d'un nouveau seigneur, un ballet-pantomime di Eugène Scribe con coreografia di Jean-Pierre Aumer (1827), e da La Somnambule, comédie-vaudeville dello stesso Scribe e Germain Delavigne (1819).
In un primo tempo, il duca Litta di Milano aveva commissionato a Bellini un'opera tratta da Hernani di Victor Hugo (in seguito messo in musica da Verdi). L'opposizione della censura austriaca spinse il musicista ad abbandonare il progetto originario e a scegliere, su suggerimento di Romani, un soggetto più innocente, di carattere pastorale ed idillico. Parte della musica già composta per Hernani fu però riciclata proprio nella Sonnambula e, successivamente, in Norma.
Con il concorso dello stesso Bellini, Romani apportò numerosi cambiamenti al soggetto. Fu inoltre eliminata la scena dell'agnizione conclusiva, di cui esiste una redazione librettistica, allorché il Conte Rodolfo si rivelava essere il padre naturale di Amina.
Bisogna però sottolineare come non sia un soggetto completamente nuovo per il teatro italiano, infatti già nel 1825 era stata composta "Amina, ovvero, l'Orfanella di Ginevra" dal più sfortunato compositore Carlo Valentini per il Real Teatro San Carlo di Napoli e per il Teatro Nuovo di Napoli.Ad onor di cronaca il Valentini compose di risposta nel 1834, "Il Sonnambulo".
Bellini era solito, come era consuetine all'epoca, riutilizzare soggetti già musicati da altri autori con più scarso successo quali Giovanni Pacini, Giovanni Simone Mayr, e Pietro Lichtenthal.

## Cast della prima assoluta
| Ruolo            | Registro vocale       | Interprete               |
| ---------------- | --------------------- | ------------------------ |
| Amina            | mezzosoprano assoluto | Giuditta Pasta           |
| Elvino           | tenore contraltino    | Giovanni Battista Rubini |
| Il Conte Rodolfo | basso                 | Luciano Mariani          |
| Lisa             | soprano               | Elisa Taccani            |
| Teresa           | mezzosoprano          | Felicita Baillou-Hilaret |
| Alessio          | basso                 | Lorenzo Biondi           |
| Un notaro        | tenore                | Antonio Crippa           |

## Caratteri musicali
Il tema del tenero e contrastato amore tra Amina ed Elvino offrì a Bellini il destro per esaltare la propria vena lirica: la tipica lunghezza dell'arco melodico si coniuga qui, coerentemente col soggetto, con un andamento languido e divagante, mentre l'orchestra si limita ad accompagnare la voce con mirabile semplicità. L'opera culmina in una delle più sublimi arie per soprano: la celebre Ah, non credea mirarti, che la protagonista canta in stato di sonnambulismo.

## Trama

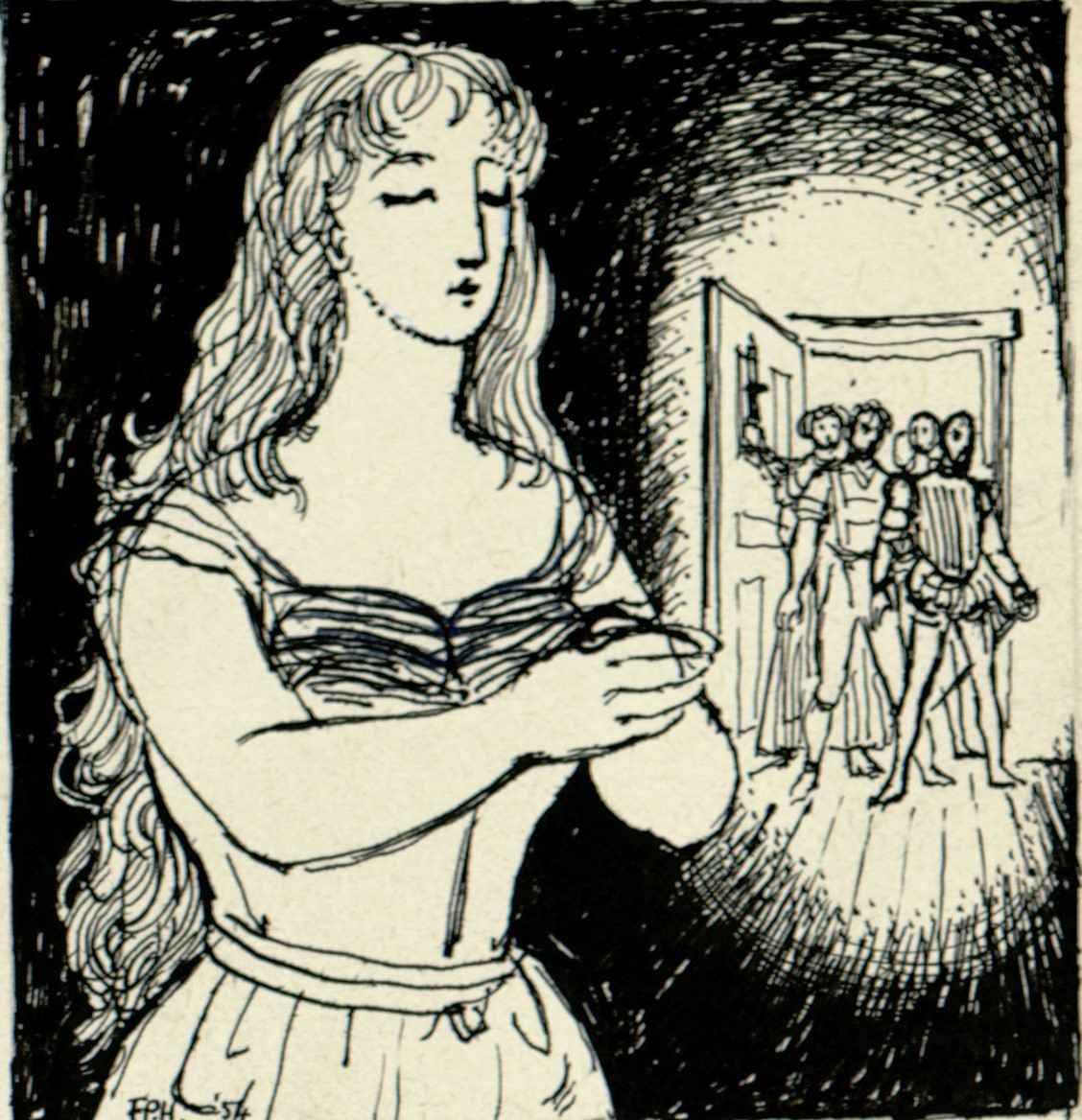
Disegno per copertina di libretto, disegno per La sonnambula (1954). Archivio Storico Ricordi

La scena rappresenta un villaggio della Svizzera. Epoca imprecisata.

### Atto I
Quadro primo: Villaggio. In fondo al teatro si scorge il mulino di Teresa: un torrente ne fa girare la ruota.

Si festeggiano le future nozze fra Elvino e Amina, un'orfana allevata dalla mugnaia Teresa. L'unica ad essere scontenta, perché innamorata anche essa del giovane possidente, è Lisa, che dal canto suo rifiuta le profferte amorose di Alessio, un altro giovane del villaggio.
Al villaggio giunge un nobiluomo, che mostra di conoscere assai bene quei luoghi, ma che nessuno dei villici riconosce. Si tratta del conte Rodolfo, figlio del defunto signore del castello. Il gentiluomo, che si stabilisce nella locanda di Lisa, rivolge alcuni complimenti ad Amina, dicendole che il suo viso le ricorda quello di una donna che egli aveva conosciuto molti anni prima. Prima di salutarlo, i villici lo avvertono che il paese è popolato dalla sinistra presenza di un fantasma, ma il colto signore giudica le loro parole frutto di pura superstizione. Le lusinghe del Conte hanno frattanto destato la gelosia di Elvino che, rimasto solo con lei, rimprovera la promessa sposa.
Quadro secondo: Stanza nell'osteria. Di fronte una finestra: da un lato porta d'ingresso: dall'altro un gabinetto. Avvi un sofà e un tavolino.

Nelle sue stanze, il conte Rodolfo è intento a corteggiare Lisa. Quando s'odono dei passi, l'ostessa fugge precipitosamente, ma prima riconosce Amina, che in stato di sonnambulismo sta recandosi nella stanza del Conte. La sonnambula si rivolge affettuosamente al nobiluomo, invocando il nome del futuro sposo, descrivendo rapita la prossima cerimonia delle sue nozze e infine chiedendogli di abbracciarla. Rodolfo dapprima non sa che fare. Il gentiluomo decide quindi di non approfittare della situazione e abbandona la stanza senza svegliare la sonnambula. Nel frattempo un gruppo di villici sopraggiunge alla locanda per salutare il conte (di cui ha finalmente scoperto l'identità); Lisa, maliziosamente, conduce tutti alla stanza di Rodolfo, dove sorprendono la giovane Amina adagiata sul divano. Lo sconcerto è generale. Elvino, sconvolto, rompe il fidanzamento, mentre la ragazza, destatasi, inconsapevole di quanto è accaduto, non può trovare parole per giustificarsi.

### Atto II
Quadro primo: Ombrosa Valletta fra il Villaggio e il Castello.
Mentre un gruppo di villici si reca dal Conte per convincerlo a prendere le sue difese, Amina cerca consolazione nell'affetto della madre. Amina si imbatte in Elvino che, straziato per gli avvenimenti, le ricorda come lo abbia reso il più infelice tra gli uomini e le strappa l'anello di fidanzamento.
Quadro secondo: Villaggio come nell'atto I. In fondo al teatro si scorge il mulino di Teresa: un torrente ne fa girare la ruota.
Invano il conte Rodolfo tenta di spiegare ai villici cosa sia il sonnambulismo e di far recedere Elvino dalle sue posizioni. Il giovane, per ripicca, ha ormai deciso di andare a nozze con l'ostessa Lisa. Il paese è quindi nuovamente in festa in vista di una nuova possibile cerimonia nuziale, ma quando Lisa ed Elvino passano davanti al mulino di Teresa, la donna accusa Lisa di essere incorsa nella stessa colpa attribuita ad Amina, portando come prova un fazzoletto appartenuto all'ostessa e trovato nella stanza del conte Rodolfo.
Elvino si sente nuovamente tradito, quando fra la meraviglia generale, si vede Amina camminare in stato di sonnambulismo sul cornicione del tetto di casa. È la prova che il conte Rodolfo aveva ragione. Contemplando il fiore appassito che Elvino le aveva donato il giorno prima, la sonnambula canta il suo amore infelice ("Ah! non credea mirarti"), ascoltata da tutti, e quando si desta può finalmente riabbracciare l'amato Elvino. Il villaggio, nuovamente in festa, si prepara per le tanto sospirate nozze.

## Numeri musicali

### Atto I
- 1 Introduzione (Coro, Lisa, Alessio)
  - Coro d'introduzione Viva Amina!
  - Cavatina di Lisa Tutto è gioia, tutto è festa
  - Stretta dell'Introduzione In Elvezia non v'ha rosa
- 2 Scena e cavatina di Amina Come per me sereno (Amina, Teresa, Alessio, Coro)
- 3 Scena e cavatina di Elvino Prendi, l'anel ti dono (Elvino, Amina, Coro)
- 4 Scena e cavatina di Rodolfo Vi ravviso, o luoghi ameni (Rodolfo, Amina, Elvino, Teresa, Lisa, Coro)
- 5 Scena e coro A fosco cielo, a notte bruna
- 6 Scena e duetto Son geloso del zefiro errante (Elvino, Amina)
- 7 Scena e finale primo
  - Scena Davvero, non mi dispiace d'essermi qui fermato (Rodolfo, Lisa)
  - Scena e duetto Oh, come lieto è il popolo (Rodolfo, Amina)
  - Coro Osservate. L'uscio è aperto
  - Quintetto D'un pensiero e d'un accento (Elvino, Amina, Teresa, Lisa, Alessio, Coro)

### Atto II
- 8 Coro d'Introduzione Qui la selva è più folta ed ombrosa
- 9 Scena ed aria di Elvino Tutto è sciolto (Amina, Teresa, Elvino, Coro)
- 10 Scena ed aria di Lisa De' lieti auguri (Lisa, Coro, Alessio)
- 11 Scena e quartetto Signor Conte, agli occhi miei (Elvino, Rodolfo, Lisa, Teresa, Alessio, Coro)
- 12 Scena ed aria finale di Amina Ah, non credea mirarti (Amina, Elvino, Rodolfo, Lisa, Teresa, Alessio, Coro)

## Organico orchestrale
La partitura prevede l'utilizzo di:
- 2 flauti, (II. anche ottavino), 2 oboi, 2 clarinetti, 2 fagotti
- 4 corni, 2 trombe, 3 tromboni
- timpani, grancassa, piatti, triangolo
- archi.

Da suonare internamente:
- 2 tamburi, 4 corni

## Brani celebri
- Tutto è gioia tutto è festa, cavatina di Lisa (I atto);
- Come per me sereno...Sovra il sen la man mi posa, cavatina e cabaletta di Amina (I atto);
- Prendi l'anel ti dono, duetto tra Amina e Elvino (I atto);
- Vi ravviso, o luoghi ameni...Tu non sai con quei begli occhi, cavatina e cabaletta del conte (I atto);
- A fosco cielo, coro (atto I);
- Ah, non credea mirarti, scena del sonnambulismo di Amina (II atto);
- Ah non giunge uman pensiero, aria e scena finale (II atto).

## Discografia

### Incisioni in studio

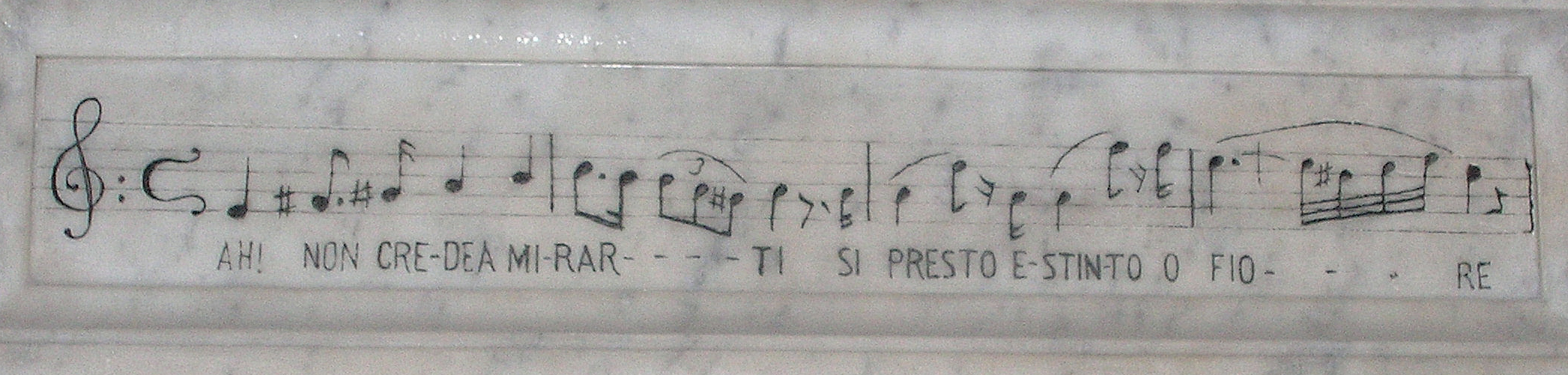
Iscrizione sulla lapide della Tomba di Bellini con l'incipit dell'aria de La sonnambula:
"Ah! non credea mirarti / Sì presto estinto, o fiore"

| Anno | Cast (Amina, Elvino, Conte Rodolfo, Lisa, Teresa)                                                | Direttore            | Etichetta      |
| ---- | ------------------------------------------------------------------------------------------------ | -------------------- | -------------- |
| 1952 | Lina Pagliughi, Ferruccio Tagliavini, Cesare Siepi, Wanda Ruggeri, Anna Maria Anelli             | Franco Capuana       | Warner Music   |
| 1957 | Maria Callas, Nicola Monti, Nicola Zaccaria, Eugenia Ratti, Fiorenza Cossotto                    | Antonino Votto       | EMI            |
| 1962 | Joan Sutherland, Nicola Monti, Fernando Corena, Sylvia Stahlman, Margreta Elkins                 | Richard Bonynge      | Decca Records  |
| 1980 | Joan Sutherland, Luciano Pavarotti, Nicolai Ghiaurov, Isobel Buchanan, Della Jones               | Richard Bonynge      | Decca Records  |
| 1990 | Lucia Aliberti, John Aler, Francesco Ellero d'Artegna, Joan Giering                              | Jesús López-Cobos    | Eurodisc       |
| 1998 | Edita Gruberová, José Bros, Roberto Scandiuzzi,                                                  | Marcello Viotti      | Nightingale    |
| 1999 | Eva Lind, William Matteuzzi, Petteri Salomaa,                                                    | Gabriele Bellini     | Arts           |
| 2006 | Natalie Dessay, Francesco Meli, Carlo Colombara, Jaël Azzaretti, Sara Mingardo                   | Evelino Pidò         | Virgin Records |
| 2008 | Cecilia Bartoli, Juan Diego Flórez, Ildebrando D'Arcangelo, Gemma Bertagnolli, Liliana Nikiteanu | Alessandro De Marchi | Decca Records  |

### Registrazioni dal vivo
Legenda: anno - direttore d'orchestra - Amina, Elvino, Rodolfo, Lisa, Teresa, Alessio, Notaio
- 1951 - Gianandrea Gavazzeni - Margherita Carosio, Nicola Monti, Marco Stefanoni, Anna Di Stasio (Grand Tier - dal vivo)
- 1955 - Leonard Bernstein, orchestra e coro del Teatro alla Scala - Maria Callas, Cesare Valletti, Giuseppe Modesti, Eugenia Ratti, Gabriella Carturan, Pier Luigi Latinucci, Giuseppe Nessi (dal vivo - Opera d'Oro / Myto)
- 1956 - Bruno Bartoletti - Anna Moffo, Danilo Vega, Plinio Clabassi, Gianna Galli, Anna Maria Anelli (VAI)
- 1957 - Antonino Votto - Maria Callas, Nicola Monti, Nicola Zaccaria, Edith Martelli (dal vivo - Virtuoso)
- 1961 - Nello Santi - Renata Scotto, Alfredo Kraus, Ivo Vinco, Maria Manni Jottini  (dal vivo - Bongiovanni)
- 1963 - Silvio Varviso - Joan Sutherland, Nicolai Gedda, Ezio Flagello, Jeannette Scovotti (dal vivo - Arkadia)
- 1971 - Carlo Felice Cillario - Renata Scotto, Stuart Burrows, Forbes Robinson, Jill Gomez (dal vivo - Myto)
- 1984 - Roberto Cecconi - June Anderson, Aldo Bertolo, Giorgio Surjan, Patrizia Dordi, Laura Zannini (dal vivo - Mondo Musica)
- 1988 - Marcello Viotti - Mariella Devia, Luca Canonici, Alessandro Verducci, Elisabetta Battaglia (dal vivo - Nuova Era)
- 1992 - Alberto Zedda - Luba Orgonašová, Raúl Giménez, Francesco Ellero D'Artegna, Dilbèr, Alexandra Papadjiakou (dal vivo - Naxos)
- 1994 - Giuliano Carella - Patrizia Ciofi, Giovanni Furlanetto, Maria Costanza Nocentini (dal vivo - Nuova ERA)
- 1998 - Marcello Viotti - Edita Gruberová, José Bros, Roberto Scandiuzzi, Dawn Kotoski (dal vivo - Nightingale)
- 2004 - Daniel Oren - Eva Mei, José Bros, Giacomo Prestia, Gemma Bertagnolli, Nicoletta Curiel, Enrico Turco (TDK)

### DVD & BLU-RAY parziale
- La sonnambula - Bruno Bartoletti/Danilo Vega/Anna Moffo/Plinio Clabassi, 1956 VAI
- La Sonnambula (Maggio Musicale Fiorentino, 2004) - Eva Mei/Giacomo Prestia/Daniel Oren, regia Federico Tiezzi, Arthaus Musik/Naxos
- Sonnambula - Evelino Pidò/Juan Diego Flórez/Natalie Dessay/Michele Pertusi, 2009 Decca
- La Sonnambula (La Fenice, 2012) - Jessica Pratt, C Major/Naxos

## Fantasie strumentali
- Mikhail Glinka Divertimento Brillante sopra alcuni motivi della "Sonnambula" di Bellini (1832 - IMG 6), per pianoforte e quartetto d'archi
- Sigismund Thalberg, Grand Caprice sur des motifs de l'opéra la Sonnambula, per pianoforte (op. 46)
- Franz Liszt, Fantaisie sur des motifs favoris de l'opéra Sonnambula de Bellini, per pianoforte (1839 - senza numero di opus)
- Sydney Smith, La sonnambula - Fantasie brillante sur l'opéra de Bellini, per pianoforte (op. 96)
- Émile-Racine-Gauthier Prudent, Caprice etude de concert sur la Sonnambula de Bellini, per pianoforte (op. 23)
- Alexandre Joseph Artôt, Fantasia per violino sulla Sonnambula
- William Vincent Wallace, Fantaisie de salon on Bellini's La Sonnambula
- Hyacinthe Klosé, Duo su motivi della Sonnambula di Bellini, per oboe e clarinetto (op. 20)
- Ignace Xavier Joseph Leybach, Fantaisie Brillante pour piano sur La Sonnambula (op. 27)
- Johann Padowetz, Introduzione e variazione su un tema dell'opera: Sonnambula di Bellini, per chitarra (op. 52)
- Giovanni Bottesini, Fantasia su temi della Sonnambula, per contrabbasso e pianoforte
- Ernesto Cavallini, Fantasia sopra motivi della Sonnambula di Bellini, per clarinetto e orchestra o clarinetto e pianoforte
- Guglielmo Quarenghi, La Sonnambula di Bellini - Fantasia per violoncello con accompagnamento di pianoforte
- Luigi Hugues, La Sonnambula - Fantasia per flauto con accompagnamento di pianoforte (op. 79)
- Luigi Bassi, Gran duetto concertato per clarino in si b e piccolo in mi b con accompagnamento di pianoforte sopra motivi dell'opera La Sonnambula del maestro Bellini

## Trasposizioni cinematografiche
- La sonnambula, diretto da Piero Ballerini (1941)
- La sonnambula, diretto da Cesare Barlacchi (1952)
- La sonnambula, diretto da Mario Lanfranchi (1956)